# 13232 Prabhakar
13232 Prabhakar este o planetă minoră (asteroid), cu un diametru de 3,133 km, din centura de asteroizi. A fost descoperită pe 20 martie 1998 la Magdalena Ridge Observatory⁠(d) de Lincoln Near-Earth Asteroid Research. 
Obiectul prezintă o orbită caracterizată de o semiaxă mare de 2,4141361 UAi, o excentricitate de 0,2, o înclinație de 5,27981 ° în raport cu ecliptica.